# Vice-Reino do Rio da Prata

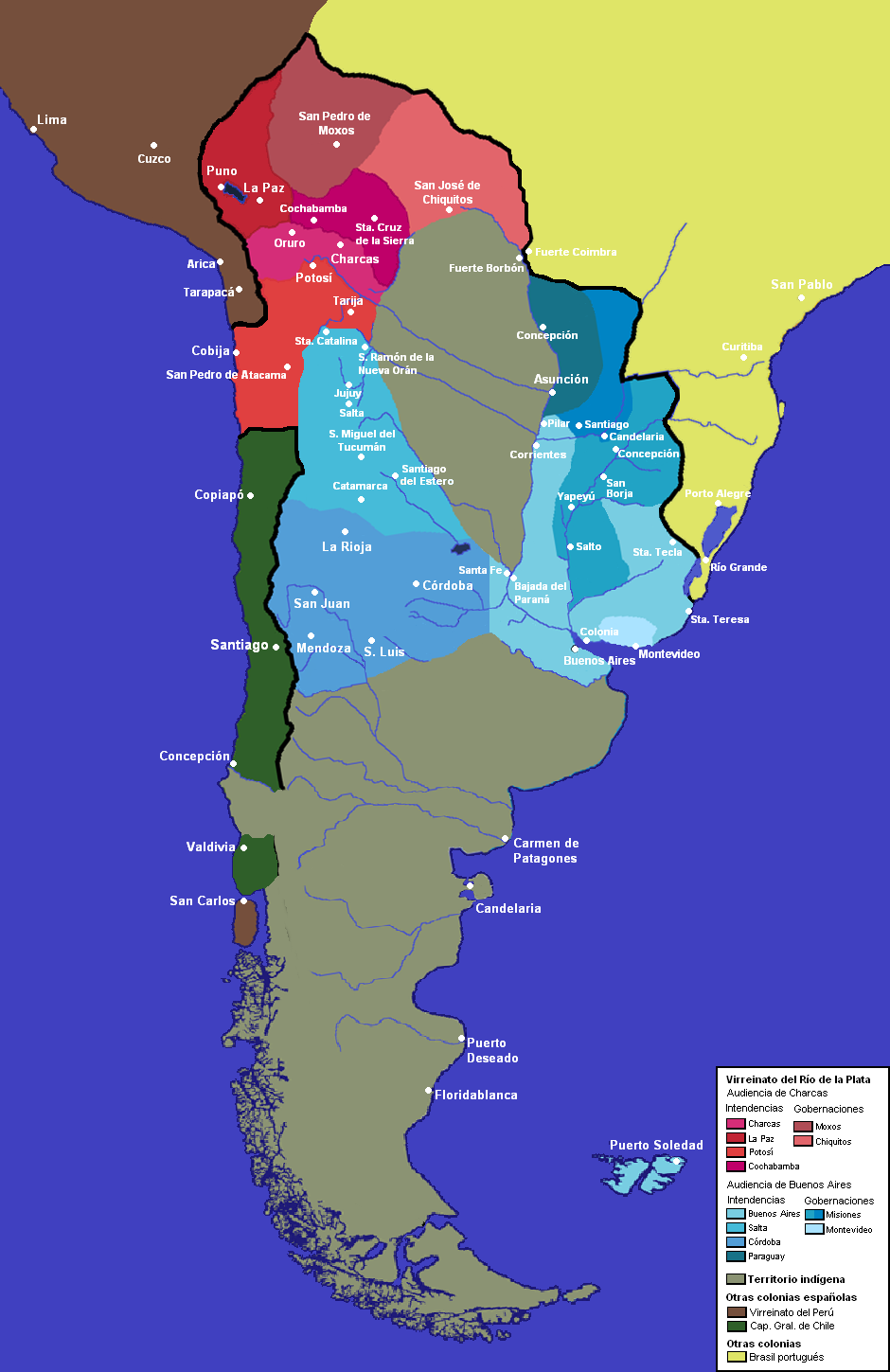
Vice-Reino do Rio da Prata em 1783.

O Vice-Reino do Rio da Prata (em espanhol Virreinato del Río de la Plata), estabelecido em 1776, foi o último e mais curto vice-reino criado pela Espanha durante o período de colonização das Américas.
Os seus limites continham os territórios da atual Argentina, Paraguai, Uruguai (este último dentro do território conhecido à época como Banda Oriental do Uruguai), e pequenas partes dos territórios que atualmente pertencem ao Brasil e à Bolívia. Foi criado sobretudo por razões de segurança, no sentido de tentar conter as outras potências mundiais com interesses na área, como a Grã-Bretanha e, sobretudo, Portugal.
O primeiro vice-rei foi Pedro de Cevallos.
Em função da fragilidade provocada pela invasão de Napoleão Bonaparte, em 1807, ao território espanhol, iniciou-se na Argentina, em 1810, o movimento pela emancipação.
Durante a declaração da independência de 9 de Julho de 1816, a maioria das províncias do antigo Vice-reinado do Rio da Prata tomam o nome de União das Províncias da América do Sul, assim como se mantém também o nome de "União das Províncias do Rio da Prata".
A esta declaração não foram incluídas — exceto Córdoba — nesse momento as províncias confederadas na União dos Povos Livres, que reconheciam José Gervasio de Artigas como seu protetor, e que haviam declarado independência da Espanha no Congresso do Arroyo de la China, que aconteceu em Concepción do Uruguai em 1815.